# Winchester (Hampshire)
Winchester (forma arcaica Winton) è una città britannica situata nell'Inghilterra meridionale, che ha una popolazione di 45.181 persone in un raggio di tre miglia dal suo centro. È la sede del governo del locale distretto della Città di Winchester, che si estende per un'area più vasta del solo nucleo urbano, e della contea amministrativa dell'Hampshire.

## Storia
Fu fondata dai Romani col nome di Venta Belgarum.
Nel periodo medievale è stata capitale del Regno del Wessex, e in seguito dell'Inghilterra, grazie al sogno di Re Alfred, fino al 1066, quando Guglielmo il Conquistatore spostò la capitale a Londra. Continuò per un po' di tempo a essere sede dell'incoronazione reale, che avveniva nella famosa cattedrale. Secondo lo scrittore quattrocentesco Thomas Malory, Winchester corrisponderebbe alla leggendaria fortezza di Camelot, collegata al mito di Re Artù.

## La cattedrale
La cattedrale di stile gotico-romanico, è una delle più lunghe d'Europa (170 m) ed è una fra le più antiche del Regno Unito. 
La prima chiesa fu costruita nel 648, ma l'edificio attuale fu iniziato nel 1079.
È stata sede di incoronazioni di re inglesi, che le portarono grande notorietà e prestigio.
La facciata è caratterizzata dalla forma slanciata (tipica del gotico), da un finto portico e da una enorme vetrata.
La chiesa è a croce latina e dietro l'altare vi è un magnifico coro, tra i più antichi d'Inghilterra (1308). Nei sotterranei vi è una cripta, dove sono custodite alcune reliquie (resti o spoglie di santi).
Lungo la navata, in alto, è collocata la tomba di Canuto il Grande.
Nella parte anteriore della chiesa vi è la tomba di Jane Austen, scrittrice britannica e figura di spicco della narrativa preromantica inglese. All'interno vi è un piccolo museo, che conserva un'antica copia della Bibbia, un'antica biblioteca e dei reperti archeologici.

## Attrazioni
- La cattedrale, nel centro della città.
- La statua di Re Alfred, nel centro della città.
- Il Winchester City Museum, museo sulla storia della città, ad entrata libera.
- Il Winchester City Mill, antico mulino ad acqua funzionante.
- The Royal Green Jackets Museum, museo militare.
- The Castle and Great Hall, parte restante del castello e sala in cui è conservata una copia della tavola rotonda.
- Hospital of St Cross, edificio circondato da giardini.
- Avington Park, parco con annesso zoo.

## Collegamenti
La città è servita da una stazione ferroviaria e dalla compagnia di bus inglesi National Express, che la collega a Londra e ad altre città.

## Winchester nella letteratura
- In La morte di Artù di Thomas Malory, libro II Balin il Selvaggio o il Cavaliere dalle due spade, si identifica Winchester con Camelot. Il testo riporta precisamente le seguenti parole: «…nel castello di Winchester, che a quel tempo aveva nome Camelot…»[2]
- La tenuta dei Faggi Rossi (in originale Copper Beeches) in cui si svolge il racconto L'avventura dei Faggi Rossi dalla raccolta Le avventure di Sherlock Holmes di Arthur Conan Doyle si trova a Winchester, città definita da Watson come «l'antica capitale»[3].
- La città di Winchester è menzionata nel best seller di Ken Follett I pilastri della terra, anche se probabilmente l'autore cita questa città e quelle di Shiring e Kingsbridge come città immaginarie, omonime ma non riconducibili a quelle reali.